# 安德烈·基里洛维奇·斯米尔诺夫
安德烈·基里洛维奇·斯米尔诺夫（羅馬化：Andrey Kirillovich Smirnov；1895年8月27日—1941年10月8日）是一位苏联将军。他曾参与多场战争，包括第一次世界大战、俄罗斯内战和第二次世界大战。二战期间，他担任第18集团军军长。
在顿巴斯-罗斯托夫防御行动中，第18集团军主力遭到来自北方的敌军进攻并包围。1941年10月8日，斯米尔诺夫在试图突围时在波波夫卡村的附近（另一种说法为安德烈耶夫卡）的战斗中牺牲。
他被埋葬在扎波罗热州斯米尔诺沃村。